# Хай-Буле, Патрисия
Патрисия Хай-Буле (англ. Patricia Hy-Boulais; род. 22 августа 1965, Пномпень) — гонконгская и канадская теннисистка. Победительница двух турниров WTA (по одному в одиночном и парном разряде), победительница Уимблдонского турнира 1983 года в парном разряде среди девушек. Член Канадского зала теннисной славы с 2004 года.

## Биография
Родилась в Пномпене в 1965 году, эмигрировала из Камбоджи с родителями в 6-летнем возрасте. Интерес к теннису унаследовала от отца, бывшего игрока национальной сборной в Кубке Дэвиса. Начало теннисной карьеры провела в Гонконге, уже в 1981 году впервые выступив в Кубке Федерации. В январе 1983 года в Майами выиграла свой первый турнир ITF, обыграв на пути к титулу трёх посеянных соперниц. Летом 1983 года стала финалисткой Уимблдонского турнира среди девушек в одиночном разряде, а в парном разряде выиграла его с Патти Фендик. С этого же года занималась в теннисной академии Ника Боллетьери в Брейдентоне (Флорида), а затем поступила в Калифорнийский университет в Лос-Анджелесе. Во время учёбы в университете дважды попадала в символическую любительскую сборную Северной Америки.
Профессиональную теннисную карьеру начала с 1986 года и в октябре того же года стала победительницей Открытого чемпионата Тайваня — турнира наиболее престижного женского тура Virginia Slims. В 1987 году гонконгская сборная в Кубке Федерации при участии Хай дошла до финала утешительного турнира: проиграв первый матч сезона немкам, гонконгские девушки затем победили подряд четыре команды — Финляндию, Бельгию, Бразилию и Швецию.
В 1991 году получила гражданство Канады и с этого же года начала представлять эту страну в Кубке Федерации. Она тренировалась во Всеканадской теннисной академии при Йоркском университете в Торонто, где завязала тесные отношения с тренером Ивом Буле. Они поженились 19 ноября 1994 года. Работая с Буле, Патрисия в 1992 году стала первой канадкой, сумевшей избежать вылета из Открытого чемпионата Франции в его первую неделю (лишь в 2009 году этот успех повторила Александра Возняк). Позже в том же году она представляла Канаду на Олимпийских играх в Барселоне, проиграв будущей полуфиналистке Мэри-Джо Фернандес, и стала четвертьфиналисткой Открытого чемпионата США после побед над двумя сеяными соперницами, включая олимпийскую чемпионку Дженнифер Каприати. В итоге к марту 1993 года она достигла 28-го места в одиночном рейтинге WTA — высшего в карьере.
Последние годы карьеры для Хай ознаменовались успехами в основном в парном разряде. С 1993 по 1995 год Хай (после замужества выступавшая под двойной фамилией Хай-Буле) трижды побывала в финалах турниров тура WTA в парном разряде, завоевав в 1994 году титул на турнире в Окленде (Новая Зеландия). В 1996 году она снова представляла Канаду на Олимпийских играх, а затем добралась до четвертьфинала Открытого чемпионата США в женских парах. В одиночном разряде в эти годы её лучшими достижениями были два подряд выхода в четвёртый круг на Уимблдонском турнире: в 1996 году обыграла на пути в 1/8 финала последовательно Наталью Звереву и Натали Тозья, а через год Аманду Кётцер. Помимо успехов на международной арене, по два раза выигрывала национальный чемпионат Канады в одиночном и парном разряде. Последнюю игру за сборную Канады провела в 1998 году, окончив карьеру из-за травмы колена. В 2004 году её имя было включено в списки Канадского зала теннисной славы.
По окончании игровой карьеры стала теннисным тренером. Вместе с мужем открыла теннисную академию в Атланте, а весной 2013 года Патрисия стала старшим тренером в региональном теннисном центре Junior Tennis Champions Center в Мэриленде. Позже она работала с детской теннисной программой в Торонто, прежде чем снова вернуться в Атланту. Позже оба супруга перебрались в Торонто, где Патрисия работала с элитной молодёжью. Дети Патрисии и Ива, Изабель и Жюстен, также активно занимаются теннисом, планируя карьеру в этом виде спорта.

## Положение в рейтинге в конце сезона
| Разряд    | 1983 | 1984 | 1985 | 1986 | 1987 | 1988 | 1989 | 1990 | 1991 | 1992 | 1993 | 1994 | 1995 | 1996 | 1997 |
| --------- | ---- | ---- | ---- | ---- | ---- | ---- | ---- | ---- | ---- | ---- | ---- | ---- | ---- | ---- | ---- |
| Одиночный | 68   | 213  | 324  | 102  | 101  | 208  | 227  | 106  | 57   | 31   | 41   | 64   | 75   | 68   | 64   |
| Парный    |      |      |      | 218  | 48   | 67   | 175  | 172  | 218  | 243  | 65   | 82   | 73   | 74   | 85   |

## Финалы турниров Virginia Slims и WTA за карьеру
| Легенда            |
| ------------------ |
| Большой шлем       |
| I категория        |
| II категория (0+1) |
| III категория      |
| IV категория (1+2) |
| V категория        |
| VS (1+0)           |

### Одиночный разряд (1-1)
| Результат | №  | Дата           | Турнир                       | Покрытие | Соперница в финале | Счёт в финале   |
| --------- | -- | -------------- | ---------------------------- | -------- | ------------------ | --------------- |
| Победа    | 1. | 6 октября 1986 | Тайбэй, Китайская Республика | Ковёр(i) | Адриана Вильягран  | 6-76, 6-2, 6-3  |
| Поражение | 1. | 15 мая 1995    | Борнмут, Великобритания      | Грунт    | Людмила Рихтерова  | 7-610, 4-6, 3-6 |

### Парный разряд (1-2)
| Результат | №  | Дата            | Турнир                  | Покрытие | Партнёрша     | Соперницы в финале                  | Счёт в финале |
| --------- | -- | --------------- | ----------------------- | -------- | ------------- | ----------------------------------- | ------------- |
| Поражение | 1. | 22 февраля 1993 | Индиан-Уэллс, США       | Хард     | Энн Гроссман  | Ренне Стаббс Гелена Сукова          | 3-6, 4-6      |
| Победа    | 1. | 31 января 1994  | Окленд, Новая Зеландия  | Хард     | Мерседес Пас  | Дженни Бирн Джулия Ричардсон        | 6-4, 7-63     |
| Поражение | 2. | 15 мая 1995     | Борнмут, Великобритания | Грунт    | Керри-Энн Гас | Мариан де Свардт Руксандра Драгомир | 3-6, 5-7      |